# Saint-Christophe-du-Jambet
Saint-Christophe-du-Jambet é uma comuna francesa na região administrativa do País do Loire, no departamento de Sarthe. Estende-se por uma área de 11.24 km². Em 2010 a comuna tinha 235 habitantes (densidade: 20,9 hab./km²).